# Tejfehér haranggomba
A tejfehér haranggomba (Conocybe apala) a kérészgombafélék családjába tartozó, Európában és Észak-Amerikában honos, füves területeken, növényi törmeléken élő, nem ehető gombafaj. 

## Megjelenése
A tejfehér haranggomba kalapja 1-2 cm széles, 1-4 cm magas, fiatalon kúp alakú, később harang alakú; idősen sem terül ki, de széle felkanyarodhat és behasadozhat. Színe eleinte fehéres, később halvány drapp, a közepe kissé sötétebb lehet. Felszíne száraz, kb. a kalap feléig gyengén bordás vagy ráncolt.
Húsa nagyon vékony, törékeny, színe halványbarnás. Íze és szaga nem jellegzetes. 
Közepesen sűrű lemezei kissé keskenyen tönkhöz nőttek; a féllemezek gyakoriak. Színűk fiatalon halvány okkeres, később rozsdasárgásak, fahéjbarnásak lesznek.
Tönkje 3-6 cm magas és 0,2-0,3 cm vastag. Alakja karcsú, egyenletesen hengeres, belül üreges, törékeny. Színe fehéres, kissé áttetsző. Felszíne végig finoman lisztes.
Spórapora rozsdabarna. Spórája elliptikus, sima, mérete 11-15 x 7-9 µm.

### Hasonló fajok
A sárga rétgomba vagy a változékony kérészgomba hasonlíthat hozzá.  

## Elterjedése és termőhelye
Európában és Észak-Amerikában honos. Magyarországon gyakori.
Réteken, legelőkön, útszéleken, füves területeken, korhadó növényi törmeléken, fűrészporon található meg. Júniustól októberig terem. 
Nem ehető. Egyes rokonai mérgezőek. 

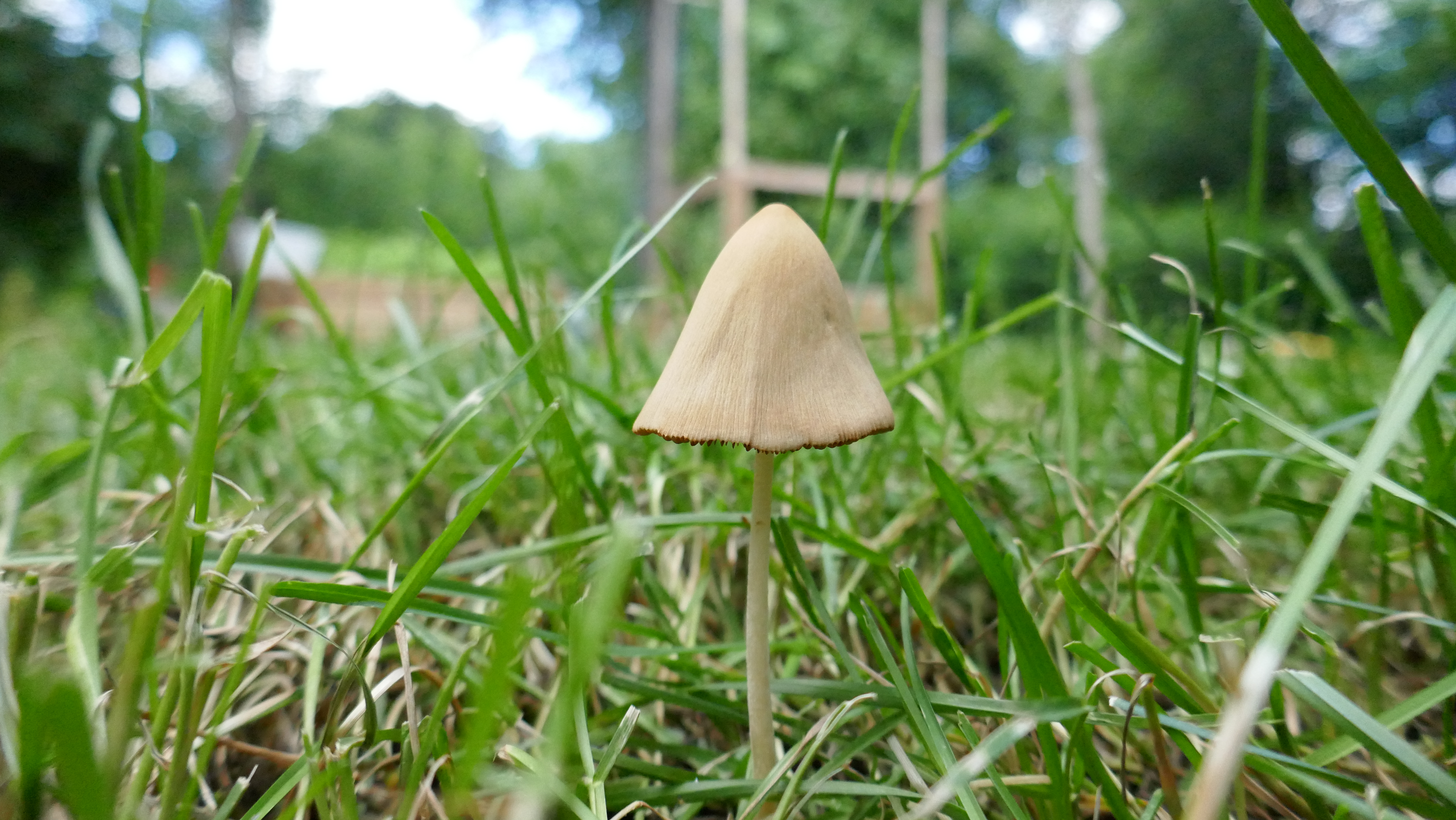
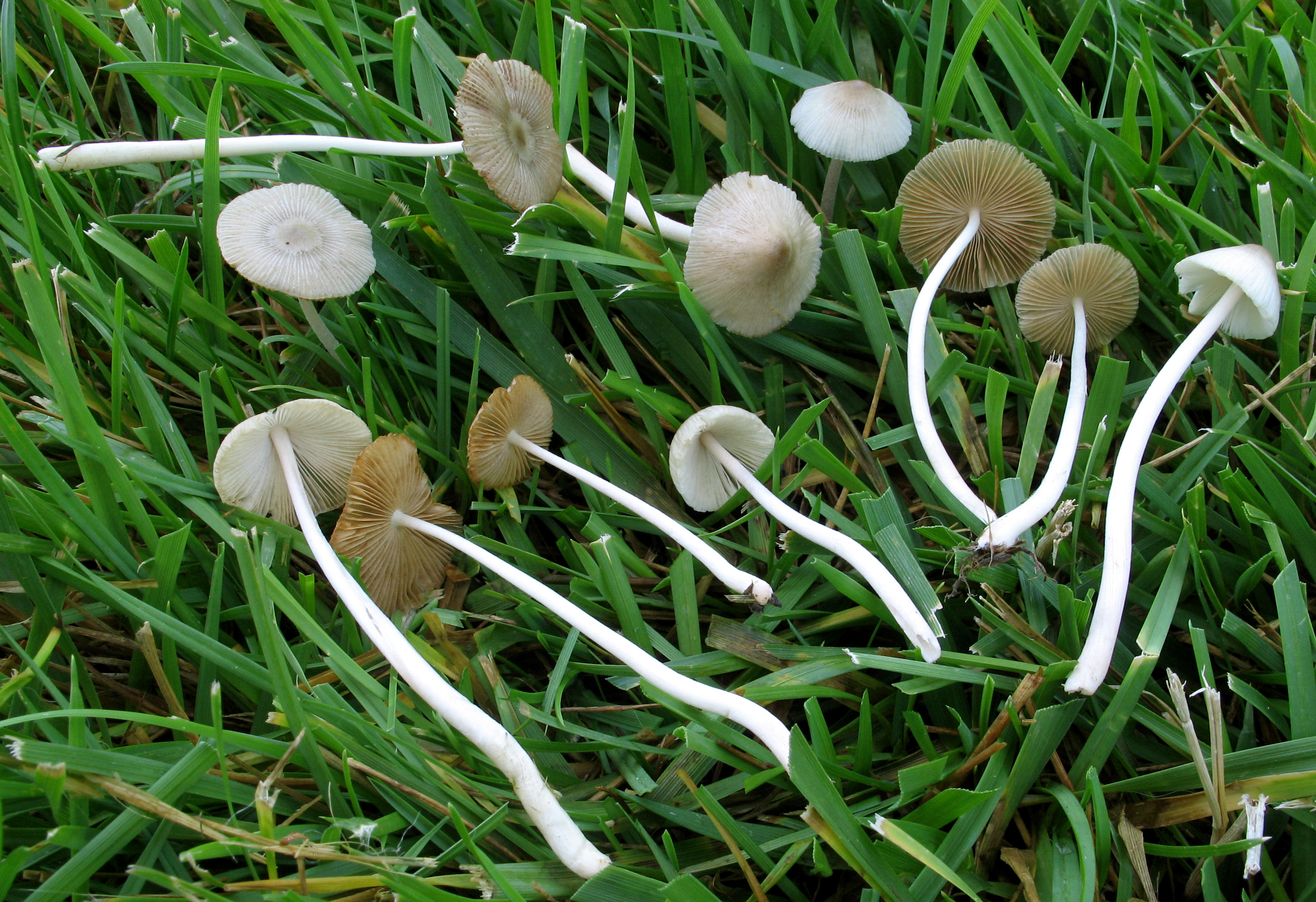
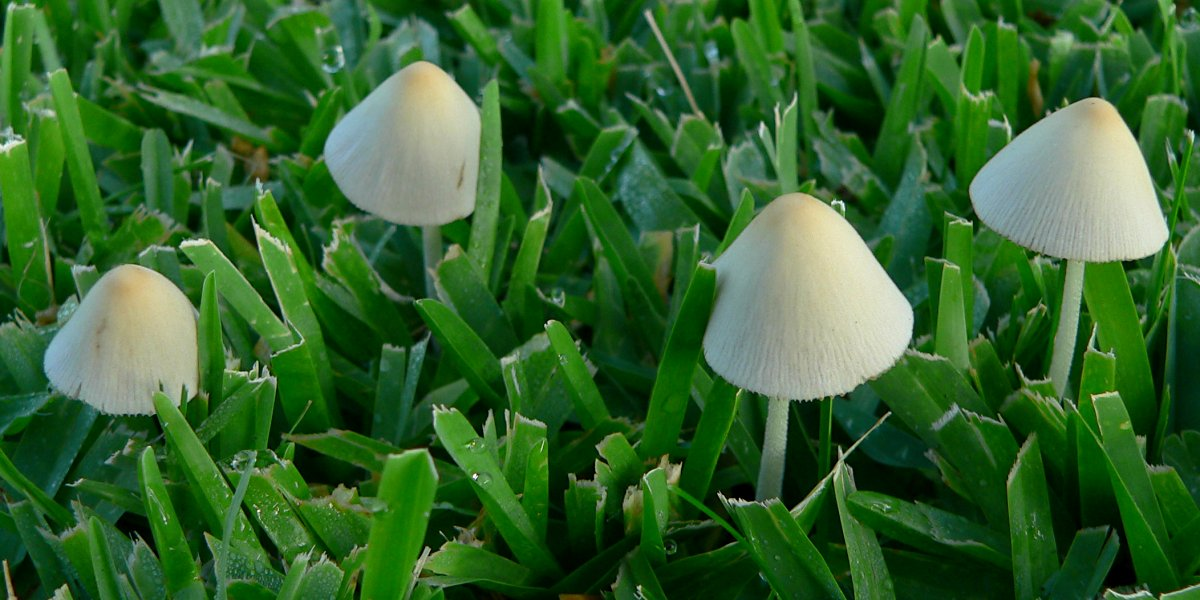
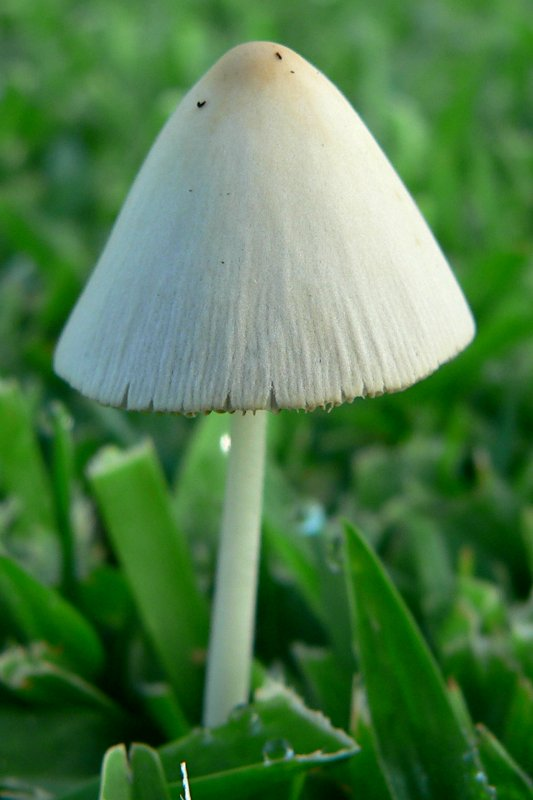
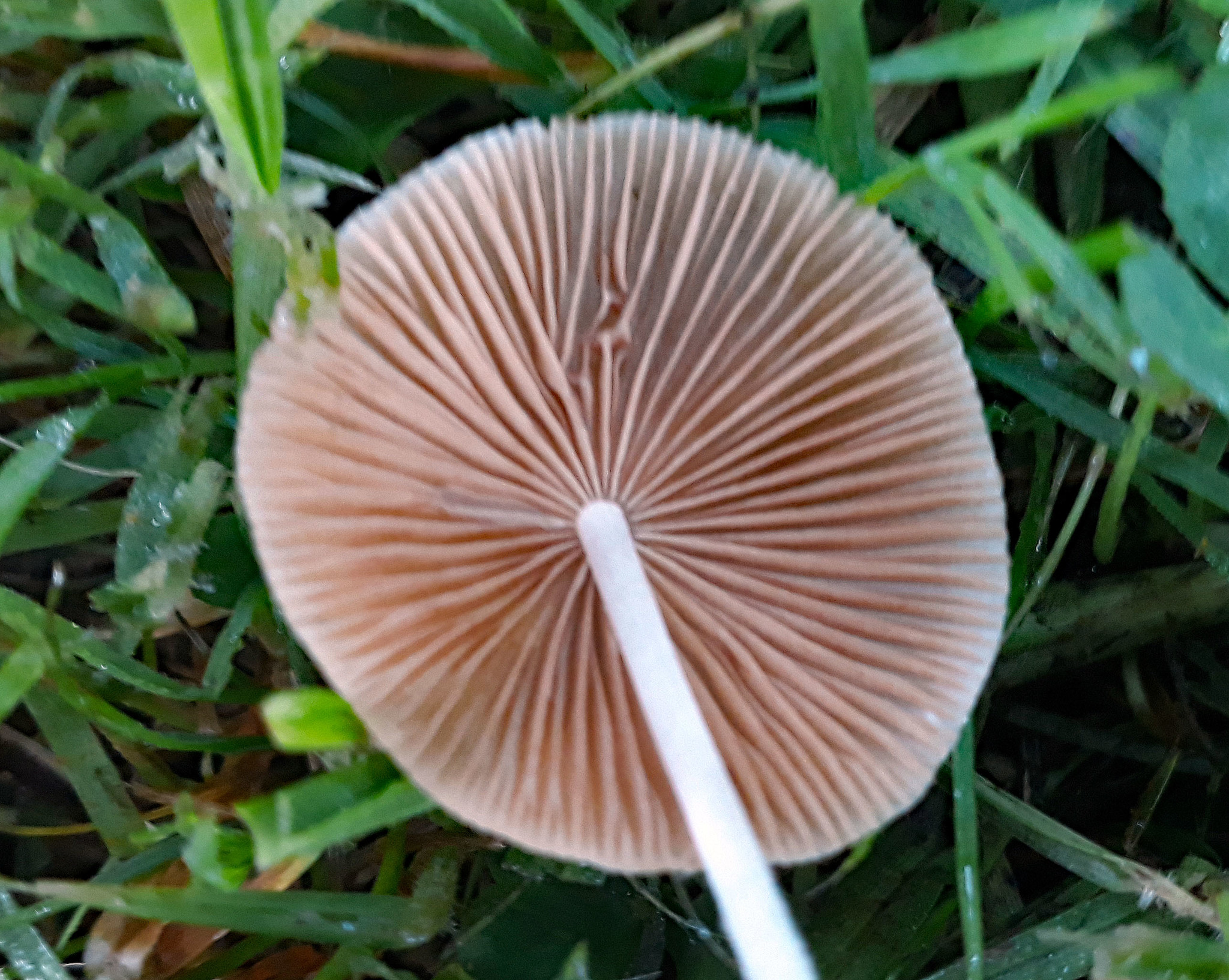
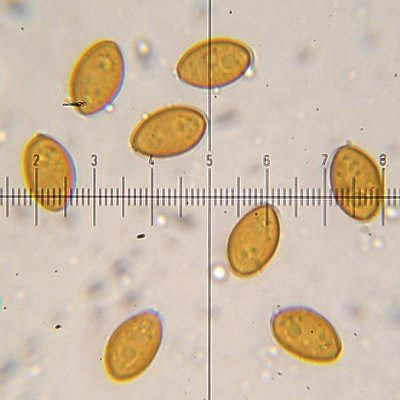